# Thor Porko
Thor Andreas Porko (* 7. Juni 1905 in Nedervetil; † 1. Juni 1977 in Kokkola) war ein finnischer Radrennfahrer und nationaler Meister im Radsport.

## Sportliche Laufbahn
Porko war im Straßenradsport und im Bahnradsport aktiv. 1936 startete er bei den Olympischen Sommerspielen in Berlin. Im olympischen Straßenrennen wurde er mit weiteren Fahrern als 15. klassiert. Auf der Bahn startete er im 1000-Meter-Zeitfahren und belegte beim Sieg von Arie van Vliet den 18. Platz. 
1930 siegte Porko in der nationalen Meisterschaft im Straßenrennen vor Raul Hellberg. 1936 (vor Toivi Kokkola) gewann er die Meisterschaft erneut. 1933 wurde er Vizemeister. 1931 siegte er in der Meisterschaft im Einzelzeitfahren. Das Rennen Kokkolan ajo gewann er 1930, 1931, 1933, 1934 und 1939. 1933 siegte er im Etappenrennen Porvoon ajot. Bei den Straßenradsport-Weltmeisterschaften 1931 wurde Porko 19. im Amateurrennen.
1934 und 1935 siegte er bei den nationalen Titelkämpfen im Sprint und im Punktefahren, 1936 in der Mannschaftsverfolgung und 1937 im Punktefahren.